# Austin 16
La 16 è un'autovettura prodotta dall'Austin dal 1927 al 1936. Il nome "16" è stato in seguito riutilizzato per l'Austin 16 hp, che venne prodotta dopo la seconda guerra mondiale.
L'Austin 16 è stata introdotta in versione berlina nel 1927. Nella gamma offerta dall'Austin si posizionò sopra modelli 7 e 12, ma più in basso della 20, che aveva infatti un motore da 3,6 litri di cilindrata.
Il motore, a sei cilindri, possedeva una cilindrata di 2.249 cm³ ed era a valvole laterali. Questo propulsore aveva delle similitudini con quello montato sull'Austin 20, come la catena di distribuzione montata sul retro del monoblocco. La meccanica del modello era moderna, con il suo cambio manuale a quattro rapporti montato in blocco con il motore, e le sospensioni che erano formate da molle a balestra. Il vetro di sicurezza fu installato nel 1929.
Nel 1934 la terza e la quarta marcia del cambio diventarono sincronizzate, e nel contempo venne lanciata l'Austin 18, che possedeva un motore più grande, più precisamente 2.511 cm³. Tra il 1934 ed il 1936 fu disponibile il cambio automatico, ma non fu installato su molti esemplari.
I tipi di carrozzeria offerti furono la berlina Berkeley quattro porte, la limousine Iver quattro porte, la torpedo due e quattro porte, il coupé e la berlina Burnham.
Il modello raggiungeva la velocità massima di 97 km/h ed aveva un consumo medio di carburante di 13 L/100 km, che dipendeva dal tipo di carrozzeria della vettura.